# Gauromydas heros
Gauromydas heros é uma espécie de inseto; uma mosca (Diptera) neotropical da família Mydidae (conhecidas por Mydas flies, em inglês, e pertencentes à subordem Asiloidea). Foi classificada por Maximilian Perty, em 1833 (originalmente denominada Mydas heros), sendo encontrada na região sudeste (Espírito Santo, Minas Gerais, Rio de Janeiro, São Paulo), região nordeste (Bahia), região sul (Paraná), centro-oeste (Goiás, Mato Grosso e Mato Grosso do Sul, mais o Distrito Federal) e sudoeste da região norte do Brasil (Rondônia), até o Paraguai e Colômbia, em habitat de floresta tropical. Esta espécie é considerada "a maior mosca do mundo" (SIMIÃO, Breno et al., 2017).

## Descrição
Trata-se de uma grande mosca negra de asas castanhas, cabeça destacada e olhos esféricos, com a extremidade de suas antenas de cor alaranjada, rara e muitas vezes confundida com vespas como o marimbondo-caçador (gênero Pepsis; Hymenoptera, Pompilidae) devido à sua semelhança e tamanho, medindo, seu corpo, cerca de 6 centímetros de comprimento e havendo registros de indivíduos com até 7 centímetros de comprimento. Como tais insetos mimetizam a aparência e o comportamento de vespas perigosas (mimetismo batesiano), esfregando suas asas e movendo suas antenas permanentemente, podem assustar os cientistas que se empenham em coletá-las.

## Alimentação
Gauromydas heros passa a maior parte de sua vida na fase imatura e um curto período na fase adulta. Durante seu período larval elas vivem próximas ou dentro de formigueiros de saúvas (formigas do gênero Atta), possuindo aparência vermiforme, corpo nu e se alimentando de larvas de coleópteros como as dos escaravelhos Dynastinae do gênero Coelosis, que vivem nas câmaras onde os fungos que alimentam as formigas são cultivados, enquanto os machos adultos provavelmente se alimentam do néctar de flores.